# Jerzy Andrzejewski
Jerzy Andrzejewski (n. 19 august 1909 - d. 19 aprilie 1983) a fost prozator polon.
A evocat frământările psihicului uman confruntat cu diverse situații sociale: ocupația nazistă, transformările de la începutul perioadei postbelice, apariția regimului comunist.
Este evocat în cartea Gîndirea captivă 1951, de Czesław Miłosz, în capitolul IV, Alfa sau moralistul (ed. rom. Humanitas, 1999), pag.90-115.

## Opera
- 1936: Drumuri inevitabile ("Drogi nieuniknione");
- 1938: Rânduiala inimii ("Ład serca");
- 1945: Noaptea ("Noc");
- 1947: Cenușă și diamant ("Popiół i diament");
- 1954: Carte pentru Martin ("Książka dla Marcina");
- 1955: Vulpea aurie ("Złoty lis");
- 1957: Întunericul acoperă pământul ("Ciemności kryją ziemię");
- 1963: Porțile paradisului ("Bramy raju");
- 1966: Privește, el vine alergând de pe munte ("Idzie skacząc po górach");
- 1983: Niciunul ("Nikt").

## Ecranizări
- 1958 Cenușă și diamant, regia: Andrzej Wajda